# 羅伊斯-洛本施泰因
羅伊斯-洛本施泰因（德語：Reuß-Lobenstein）是神聖羅馬帝國的一個邦國。羅伊斯-洛本施泰因家族的成員屬於羅伊斯幼系。羅伊斯-洛本施泰因曾經存在過兩次，第一次是在1425年作為領主創建，當時羅伊斯-洛本施泰因勳爵成為第一位統治者。1547年，當領土歸於羅伊斯-普勞恩後，羅伊斯-洛本施泰因的第一任領主宣告結束。
羅伊斯-洛本施泰因於1647年再次成為領主，直到1673年領主頭銜升級為伯爵。1671年伯爵亨利十世去世後，洛本施泰因由他的三個兒子海因里希三世、海因里希八世和海因里希十世共同統治。1678年洛本施泰因與海因里希三世瓜分，海因里希三世仍為洛本施泰因伯爵，海因里希八世成為羅伊斯-赫希伯格伯爵、亨利十世成為罗伊斯-埃伯斯多夫伯爵。1710年，在海因里希三世去世後，羅伊斯-洛本施泰因第二次被瓜分，羅伊斯-施萊茨被創建給小兒子海因里希二十六世，而他的長子海因里希十五世繼任為羅伊斯-羅本斯坦伯爵。
洛本施泰因於1790年升格為公國，並於1806年12月15日加入萊茵邦聯。1824年海因里希王子去世後，洛本施泰因絕嗣，由羅伊伯斯多夫親王繼承。